# Marianne Dahlbäck
Karin Marianne Dahlbäck, född 2 januari 1943, är en svensk arkitekt. Hon är syster till professor Gunnar Dahlbäck och sedan 1974 gift med arkitekten Göran Månsson.
Dahlbäck, som är dotter till överläkare Olle Dahlbäck, utexaminerades från Kungliga Tekniska högskolan i Stockholm 1970 och bedrev därefter egen arkitektverksamhet. Hon startade 1988 tillsammans med maken Månsson Dahlbäck Arkitektkontor AB i Stockholm; verksamheten flyttades 1991 till Lund.

## Verk i urval

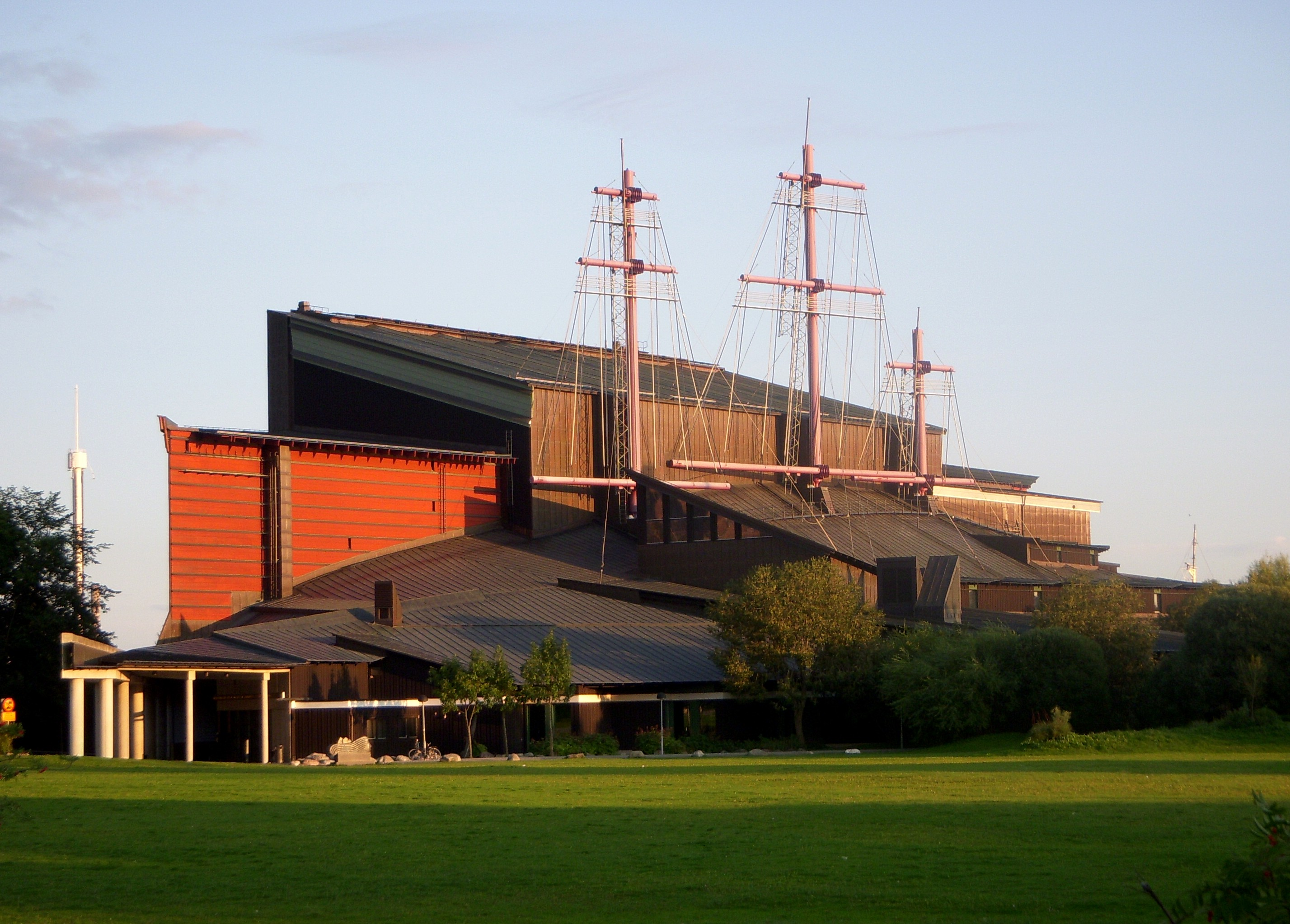
Wasamuseet

- Wasamuseet, Galärvarvet, Stockholm (1987–1990, Kasper Salin-priset 1990).
- Café Finn – tillbyggnad till Lunds konsthall (1992–1993).
- Kårhus för Lunds tekniska högskola (1993–1994).
- Hippodromen, Malmö, restaurering, renovering och ombyggnad (1994).
- Kulturen, Lund, om- och tillbyggnad (1996).